# Petrell de les Galápagos
El petrell de les Galápagos (Pterodroma phaeopygia) és un ocell marí de la família dels procel·làrids (Procellariidae), d'hàbits pelàgics que cria a les illes Galápagos i es dispersa pel Pacífic Oriental fins a prop de la costa Sud-americana.